# John Cleves Symmes junior

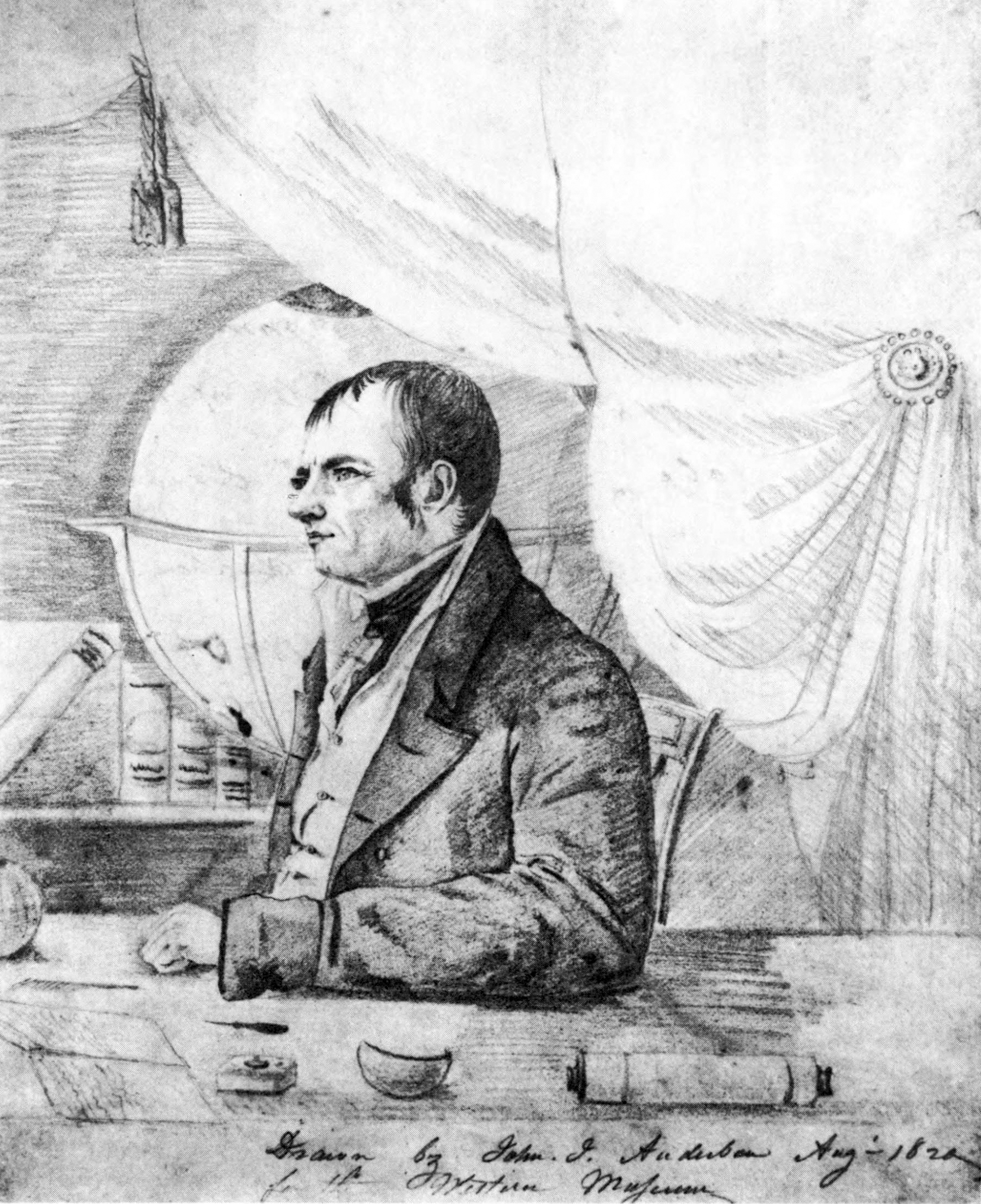
John Cleves Symmes, Jr. 1820

John Cleves Symmes, Jr. (* 5. November 1780 in New Jersey; † 29. Mai 1829 in Hamilton, Ohio) war ein Offizier der Armee der Vereinigten Staaten und Verfechter der Theorie der hohlen Erde.

## Leben
Symmes war ein Sohn von Timothy Symmes (10. April 1744 – 20. Februar 1797) und ein Neffe von John Cleves Symmes, so dass er seinem Namen „Junior“ beziehungsweise das Kürzel „jr“ anfügte, um sich von diesem zu unterscheiden. Er hatte mehrere Geschwister, einen älteren Bruder Danieal Symmes, der Jurist wurde, zwei Brüder William und Celadon Symmes, die Farmer wurden, den Schriftsteller Payton Short Symmes, zwei Schwestern Mary (⚭ Hugh Moore) und Juliana (⚭ Jeremiah Reeder), sowie zwei weitere Brüder namens Thimothy, von denen einer als Kleinkind gestorben war. Seine Cousine Anna Harrison war kurzzeitig die First Lady der Vereinigten Staaten. In seiner Kindheit und Jugend hatte er eine solide englische Ausbildung erhalten, die er später durch seine Lesebegeisterung und seinen unstillbaren Wissensdurst vertiefte. Er interessierte sich insbesondere für die Mathematik und die Naturwissenschaften und beschäftigte sich schon früh mit der Theorie zum Aufbau der Erde, die ihn später bekannt machte.
Gemeinsam mit seinem Onkel kam er nach dem Tod seines Vaters nach Ohio, wo er am 2. April 1802 als Fähnrich in die reguläre Armee eintrat. Nach zwei Jahren wurde er am 1. Mai 1804 Leutnant und am 29. Juli 1807 Oberleutnant. Nach einer Stationierung in Arkansas im Jahr 1809 diente er von 1811 bis 1814 in Bellefontaine am Missouri River. Am 20. Januar 1812 wurde er zum Hauptmann (englisch Captain) ernannt. Er war unter anderem in Fort Coupee, Louisiana und Fort Adams, rund 80 Kilometer unterhalb von Natchez am Mississippi, sowie in New Orleans stationiert. Im Frühjahr 1814 wurde Symmes ins Kriegsgebiet beordert, kämpfte unter anderem in der Schlacht bei Lundy’s Lane und nahm an der Belagerung von Fort Erie teil. Nach dem Ende der Kampshandlungen und der Reduzierung der Armee wurde Symmes im Jahr 1815 entlassen. Er arbeitete drei Jahre lang als Marketender an unterschiedlichen Posten entlang des Mississippi, blieb jedoch mit seinen  Geschäftsvorhaben erfolglos. 1818 kehrte er mit seiner Familie nach Newport, Kentucky zurück und ließ sich 1824 auf einer Farm in der Nähe von Hamilton in Ohio nieder, wo er 1829 starb. Er wurde im Symmes Park in Hamilton beerdigt. Sein Sohn Americus Symmes errichtete dort einen Grabstein in Form der „hohlen Erde“.

## Theorie der hohlen Erde

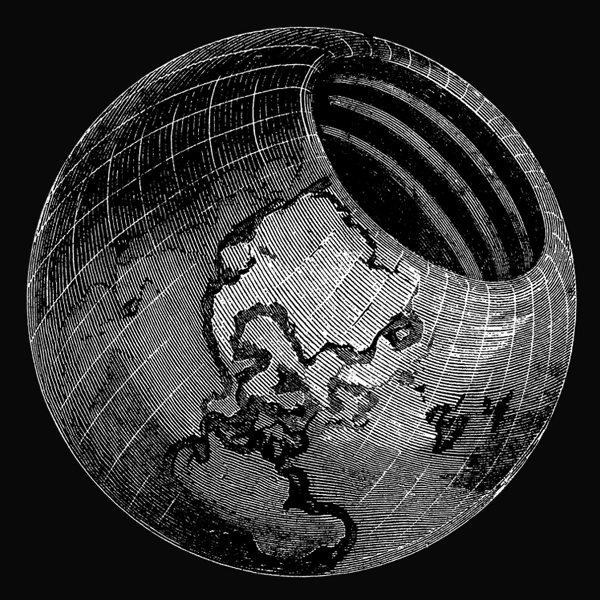
Aufbau der Erde aus konzentrischen Sphären

Am 10. April 1818 trat er in St. Louis mit einem Rundschreiben an die Öffentlichkeit, die er auch an alle ausländischen Institutionen versandte. In seiner Broschüre vertrat Symmes eine neuartige Theorie vom Aufbau der Erde. Er erklärte die Erde sei hohl und bestehe aus konzentrischen Sphären mit einem bewohnbaren Inneren. Seiner Ansicht nach gäbe es an den Polen eine 12 bis 16 Grad weite Öffnung, an denen ein sanftes, schiffbares Meer sich in das Erdinnere ergießt. Ferner würde sich dort Land befinden, mit wilden Tieren und vielleicht sogar Menschen.

“To all the world:
I declare the earth is hollow and habitable within ; containing a number of solid concentrick spheres, one within the other, and that it is open at the poles twelve or sixteen degrees. I pledge mv life in support of this truth, and am readv to explore the hollow, if the world will support and aid me in the undertaking”

Die wissenschaftlichen Zeitungen Europas taten seine Ausführungen im Allgemeinen als Scherz ab und glaubten nicht, dass ein vernünftiger Mensch ein solches Rundschreiben herausgeben oder eine solche Theorie vertreten könnte.
In seinen späteren Jahren widmete er sich insbesondere der Verbreitung seiner Theorie. Diese wurde öffentlich mit viel Spott aufgenommen. Im Jahr 1822 legte dem Kongress eine Petition mit der Bitte vor, ihm die Mittel zur Ausrüstung einer Expedition zum Nordpol zu gewähren, um seine Theorie zu bestätigen. In den Jahren 1827 bis Ende 1828 hielt er Vorlesungen in den östlichen Staaten und erhielt unter anderem die Unterstützung des Astronomen Samuel Mitchell, vom Union College und in New Jersey. Bald wurde er als „Newton des Westens“ bezeichnet und es wurde ein Globus nach seiner Theorie hergestellt. Auf dieser Grundlage wurde schließlich in einer Resolution vom Mai 1828 die Entsendung einer Expedition beschlossen. Sein sich stetig verschlechternder Gesundheitszustand zwang ihn jedoch nach Hause zurückzukehren. Sein Sohn Americus versuchte um 1876 die Theorie seines Vaters wiederzubeleben.

## Familie
Während seiner Stationierung in Fort Adams heiratete er am Weihnachtstag 1808 Mrs. Marianne Lockwood (geborene Pelletier; † 5. August 1864), die Witwe seines Offizierskollegen Benjamin Lockwood, die sechs Kinder, fünf Töchter und einen Sohn, mit in die Ehe brachte, die von Symmes wie seine eigenen aufgezogen wurden.
- Anthony W. Lockwood (Stiefsohn)
- Louisiana Symmes (5. Februar 1810 – 1853) ⚭ 1. 1832 mit James W. Taylor († 1838); 2. 1843 mit Joel Baker
- Americus Symmes (* 2. November 1811)
- William Henry Harrison Symmes (* Mai 1813)
- Elizabeth Symmes (1814–1821)
- John Cleves Symmes (* 25. Oktober 1824)

## Schriften (Auswahl)
- Theory of Concentric Spheres, Polar Voids, and Open Pole. St. Louis 1818.
- James McBride (Hrsg.): Symmes’s theory of concentric spheres : demonstrating that the earth is hollow, habitable within, and widely open about the poles. Morgan, Lodge and Fisher, Cincinnati 1826 (englisch, archive.org).

## Rezeption
- Benjamin Markovits: Symes Entdeckung. Roman. Aus dem Amerikanischen von Christa Krüger. Insel Verlag, Frankfurt am Main 2005 (englische Ausgabe 2004).